# Ялинка підводна сервісна

.

Ялинка підводна сервісна (рос. подводная сервисная елка; англ. marine service tree; нім. Unterwasserservicekreuz n) — при бурінні — противикидний превентор (стояк) і бурильна котушка, змонтовані на гирлі підводної свердловини після буріння і до початку видобування нафти (газу).